# Мостова Ганна Карпівна
Ганна Карпівна Мостова (20 жовтня 1925, Чернігівська округа, Українська РСР — 11 листопада 2018, Владивосток) — працівниця Владивостоцької меблевої фабрики, Герой Соціалістичної Праці (1966).

## Біографія
Народилася в Україні, нині — Срібнянський район Чернігівської області. У дитинстві разом з родиною переїхала на Далекий Схід, де закінчила школу і сільськогосподарський технікум. Почала трудову діяльність ветеринарним фельдшером у колгоспі «Більшовик» Чернігівського району Приморського краю. У роки Другої світової війни працювала колійним робітником, обхідницею на залізниці. У 1946-1950 роках проживала разом з родиною в Якутській АРСР.
З 1950 року працювала на Владивостоцькому деревообробному комбінаті (пізніше — Владивостоцька меблева фабрика) оздоблювальницею. Була передовиком виробництва, регулярно перевиконувала плани. У 1966 році нагороджена орденом Трудового Червоного Прапора.
Указом Президії Верховної Ради СРСР від 8 січня 1974 року «за видатні успіхи у виконанні і перевиконання планів 1973 року і прийнятих соціалістичних зобов'язань» Мостовій Ганні Карпівні присвоєно звання Героя Соціалістичної Праці з врученням ордена Леніна і золотої медалі «Серп і Молот».
Пізніше працювала бригадиром розполірувальників обробного цеху, а з 1975 року — інструктором виробничого навчання. Вийшла на пенсію у 1988 році.
Обиралася депутатом Перворєченської районної, Владивостоцької міської і Приморської крайової рад. Вела активну громадську роботу в профспілках, міській жіночій раді, партійному комітеті підприємства, була головою ради наставників фабрики.
Померла у Владивостоці 11 листопада 2018 року на 94-му році життя.

## Нагороди
- Герой Соціалістичної Праці (08.01.1974)
- Орден Леніна (08.01.1974)
- Медаль «Серп і Молот» (08.01.1974)
- Орден Трудового Червоного Прапора (17.09.1966)
- Почесний громадянин м. Владивостока (26.06.1980)
- Персональний пенсіонер союзного значення (1988)